# David Clarkson
David Clarkson (Mimico, 31 marzo 1984) è un hockeista su ghiaccio canadese.
Gioca per i Vegas Golden Knights nella National Hockey League nel ruolo di ala.

## Carriera
Dopo una carriera di successo nelle serie minori (che vede il suo apice con la vittoria della Memorial Cup del 2003 con i Kitchener Rangers della OHL), nell'agosto 2005 viene assunto, senza essere passato per il draft, dai New Jersey Devils, approdando in NHL. Per due stagioni gioca nelle squadre-satellite della formazione, gli Albany River Rats ed i Lowell Devils, sempre in AHL. Il 15 marzo 2007 debuttò con la prima squadra in casa dei Carolina Hurricanes. Nella partita successiva, sempre contro la squadra di Raleigh, realizzò il suo primo gol ed il suo primo assist in NHL, anche se i Devils persero per 7-2. Continuò a giocare per la squadra del New Jersey, arrivando anche a giocare tre partite di playoff.
Nella stagione 2007-2008 risultò settimo per minuti spesi fuori dal campo per penalità (183), ma il suo stile di gioco aggressivo, unito alla sua precisione negli interventi e alla sua velocità, lo resero molto amato tra i tifosi della squadra. Fu praticamente titolare, giocando 81 partite e segnando 9 gol e 13 assist, inoltre il 27 gennaio 2008 partecipò agli YoungStar Games degli All-Star Game 2008, realizzando un gol e 2 assist. Nella stagione successiva i Devils riassunsero Brendan Shanahan, ma Clarkson mantenne il posto da titolare, mentre in quella seguente giocò solo 46 gare (pur realizzando 11 gol e 13 assist) a causa di un infortunio. Riconfermatosi titolare nei campionati successivi, nella stagione 2011-2012 i Devils arrivarono in finale di Stanley Cup, ma persero con i Los Angeles Kings, pur vincendo il titolo di Conference.
Nel lock-out della stagione 2012-2013, Clarkson giocò per gli austriaci del Red Bull Salisburgo. In gennaio, con la riapertura del campionato, è tornato ai Devils, che non hanno raggiunto i playoff; nonostante ciò, è risultato il miglior marcatore della squadra con 15 gol. Nell'estate del 2013 si trasferì ai Toronto Maple Leafs con un contratto valido fino al 2020.

## Palmarès

### Club
- Ontario Hockey League: 1

Belleville: 2002-2003
- Memorial Cup: 1

Belleville: 2003

### Individuale
- NHL YoungStars Roster: 1

2007-2008